# White Robe
White Robe – pierwszy oficjalnie wydany singel promujący trzeci międzynarodowy album t.A.T.u. – Waste Management. Jest to angielski odpowiednik wydanego dwa lata wcześniej utworu Biełyj płaszczik i po raz pierwszy został umieszczony już na rosyjskim maxi-singlu (wydanym fizycznie w maju 2008). Jako osobny singel i teledysk do rotacji radiowej i telewizyjnej trafił pod koniec 2009 roku.
Promocja odbyła się w krajach Ameryki Południowej (telewizja oraz radio) oraz w wybranych mediach w Rosji, Polsce, na Słowacji oraz w Anglii.

## Teledysk
Teledysk do White Robe został nagrany jednocześnie z klipem do Biełyj płaszczik – zastosowano taki sam zabieg, jak w przypadku obrazów do Nas nie dogoniat – Not Gonna Get Us oraz Ja soszła s uma – All the Things She Said (zmieniono tylko fragmenty, w których wokalistki śpiewają słowa w drugim języku).

## Historia wydań
W związku, że t.A.T.u. nie posiada od 2006 roku wielkiej wytwórni płytowej wydającej materiał grupy, promocja międzynarodowego krążka jest utrudniona.
W Ameryce Południowej materiał dystrybuuje firma fonograficzna Coqueiro Verde Records, która w listopadzie 2009 wysłała White Robe do południowoamerykańskich stacji TV, a później też radiowych (m.in. w Brazylii i Argentynie). T.A. Music (własna wytwórnia t.A.T.u.) umieściła klip na oficjalnym kanale grupy w YouTube oraz na początku grudnia rozesłała klip do wybranych stacji telewizyjnych w Rosji. Nieoczekiwanie 30 grudnia wieczorem RMF FM wyemitował utwór White Robe, stając się jedną z pierwszych stacji radiowych na świecie z tym singlem w swojej playliście.
Ponadto White Robe grało kilka polskich rozgłośni lokalnych, radio na Słowacji oraz radio BBC w Wielkiej Brytanii.

## Notowania
| Główne listy            | Pozycja |
| Brazylia                | 15      |
| Pozostałe listy         |         |
| MTV Brazil – Top15      | 1       |
| MuchMusicTV – Argentyna | 14      |
| RMF FM – POPlista       | –       |